# Itakura Shigemasa
Itakura Shigemasa est un nom japonais traditionnel ; le nom de famille (ou le nom d'école), Itakura, précède donc le prénom (ou le nom d'artiste).
Itakura Shigemasa (板倉 重昌, 1588-14 février 1638) est un daimyo du début de l'époque d'Edo. Seigneur du domaine de Fukōzu dans la province de Mikawa, il est assistant personnel de Tokugawa Ieyasu. Fils du Kyoto shoshidai Itakura Katsushige, il est aussi le frère cadet d'Itakura Shigemune (successeur de Katsushige comme shoshidai).
Né à Mikawa, il est appelé Naizen no kami (内膳正) et, avec Matsudaira Masatsuna et Akimoto Yasutomo, sert comme assistant personnel de Tokugawa Ieyasu (kinju shuttōnin, 近习出头人). Durant la campagne d'hiver d'Osaka, il agit à titre de négociateur avec les Toyotomi.
Au cours du 11e mois de l'ère Kan'ei 14 (1637), il est nommé commandant en chef du corps expéditionnaire envoyé pour mater la rébellion de Shimabara. Shigemasa échoue à prendre le château de Hara, quartier général des rebelles, en dépit de son utilisation de ninjas, de tunnels et de catapultes. En conséquence, le shogun Iemitsu s'impatiente et envoie Matsudaira Nobutsuna pour le remplacer. Dans un effort pour retrouver sa crédibilité, Shigemasa lance une attaque soudaine sur le château mais est atteint par une flèche et en meurt.
Le poème d'adieu de Shigemasa se lit :
Aratama no

toshi no hajime ni

saku hana no

na nominokoraba

saki ga ketoshire.

Dans une grêle de balles

au début de l'année

seul le nom

des fleurs naissantes

reste pour l'avenir.

## Source de la traduction
- (en) Cet article est partiellement ou en totalité issu de l’article de Wikipédia en anglais intitulé « Itakura Shigemasa » (voir la liste des auteurs).